# كأس السوبر الإيراني
كأس السوبر الإيراني (بالفارسية: سوپر جام فوتبال ایران)؛ هي بطولة إيرانية رسمية انطلقت عام 2005م، يجمع بين الفائز بالدوري الإيراني الممتاز والفائز بالکأس الحذفي.